# تپه شوولی
تپه شوولی در شهرستان کهگیلویه، روستای کوشک واقع شده و این اثر در تاریخ ۲۵ اسفند ۱۳۷۹ با شمارهٔ ثبت ۳۳۴۹ به‌عنوان یکی از آثار ملی ایران به ثبت رسیده است.